# Brancasaurus
Brancasaurus brancai
Genre
Espèce
Brancasaurus (qui signifie « lézard de Branca ») est un genre fossile de plésiosaures qui vivait dans un lac d'eau douce du Crétacé inférieur de l'actuelle Rhénanie-du-Nord-Westphalie, en Allemagne.
Selon Paleobiology Database en 2024, ce genre est resté monotypique et la seule espèce fossile et son espèce type est Brancasaurus brancai.

## Description
Avec un long cou possédant des vertèbres portant des épines neurales en forme de « nageoires de requin », et une tête relativement petite et pointue, Brancasaurus est superficiellement similaire à Elasmosaurus, bien que de taille inférieure (environ 3,30 m).

## Historique
le genre Brancasaurus et l'espèce Brancasaurus brancai sont décrites en 1914 par le paléontologue allemand Theodor Hubert Wegner (d) (1880-1934),,. 

### Espèce type et étymologie
L' espèce type de ce genre est Brancasaurus brancai, nommée pour la première fois par Theodor Hubert Wegner (d) en 1914 en l'honneur du paléontologue allemand Wilhelm von Branca.

### Fossiles
Selon Paleobiology Database en 2024, ce genre a une seule collection référencée de fossiles. Cette collection est du Berriasien supérieur du Crétacé inférieur, c'est-à-dire date de 145 à 140,2 Ma avant notre ère.

### Répartition
Cette seule collection référencée de fossiles vient d'Allemagne.

### Famille
Alors qu'il était traditionnellement considéré comme un membre basal des Elasmosauridae, Brancasaurus a récemment été placé comme membre des Leptocleididae, un groupe contenant de nombreux autres plésiosaures d'eau douce.

## Autre fossile?

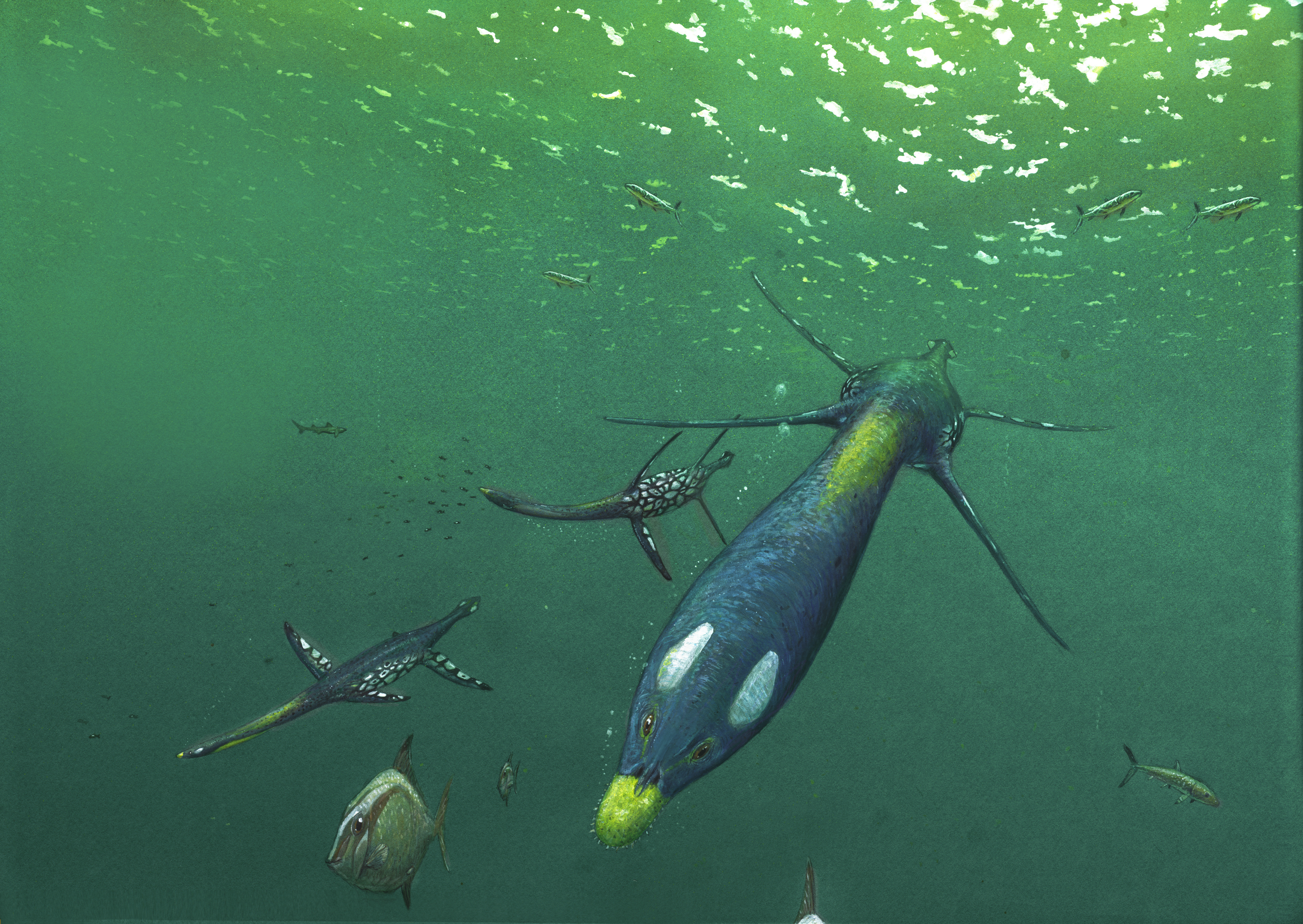
Brancasaurus dans son habitat naturel avec des poissons pycnodontiformes, avec Caturus et Hybodus en arrière-plan.

Un autre plésiosaure nommé dans la même région, Gronausaurus wegneri, représente très probablement un synonyme de ce genre.[réf. nécessaire]

## Cladogramme
Cladogramme de la famille des Leptocleididae basé sur l'analyse de Ketchum (d) et Benson (d) en 2011 :
En complément, on peut aussi consulter l'image de 2013, concernant la phylogénie complète des plésiosaures :
| Phylogénie complète 2013 des plésiosaures. |

|              | Umoonasaurus                                                 |
|              |                                                              |
| Leptocleidus | \| \| L. capensis \| \| \| \| \| \| L. superstes \| \| \| \| |
|              | \| \| L. capensis \| \| \| \| \| \| L. superstes \| \| \| \| |
|              | L. capensis                                                  |
|              |                                                              |
|              | L. superstes                                                 |
|              |                                                              |

|  | L. capensis  |
|  |              |
|  | L. superstes |
|  |              |

|              | Umoonasaurus                                                 |
|              |                                                              |
| Leptocleidus | \| \| L. capensis \| \| \| \| \| \| L. superstes \| \| \| \| |
|              | \| \| L. capensis \| \| \| \| \| \| L. superstes \| \| \| \| |
|              | L. capensis                                                  |
|              |                                                              |
|              | L. superstes                                                 |
|              |                                                              |

|  | L. capensis  |
|  |              |
|  | L. superstes |
|  |              |

|              | Umoonasaurus                                                 |
|              |                                                              |
| Leptocleidus | \| \| L. capensis \| \| \| \| \| \| L. superstes \| \| \| \| |
|              | \| \| L. capensis \| \| \| \| \| \| L. superstes \| \| \| \| |
|              | L. capensis                                                  |
|              |                                                              |
|              | L. superstes                                                 |
|              |                                                              |

|  | L. capensis  |
|  |              |
|  | L. superstes |
|  |              |

|              | Umoonasaurus                                                 |
|              |                                                              |
| Leptocleidus | \| \| L. capensis \| \| \| \| \| \| L. superstes \| \| \| \| |
|              | \| \| L. capensis \| \| \| \| \| \| L. superstes \| \| \| \| |
|              | L. capensis                                                  |
|              |                                                              |
|              | L. superstes                                                 |
|              |                                                              |

|  | L. capensis  |
|  |              |
|  | L. superstes |
|  |              |

### Publication originale
- [1914] (en) T. Wegner, « Brancasaurus brancai n. g. n. sp., ein elasmosauride aus dem Wealden Westfalens », Branca-Festschrift,‎ 1914, p. 235-305.